# Geschichte Kap Verdes

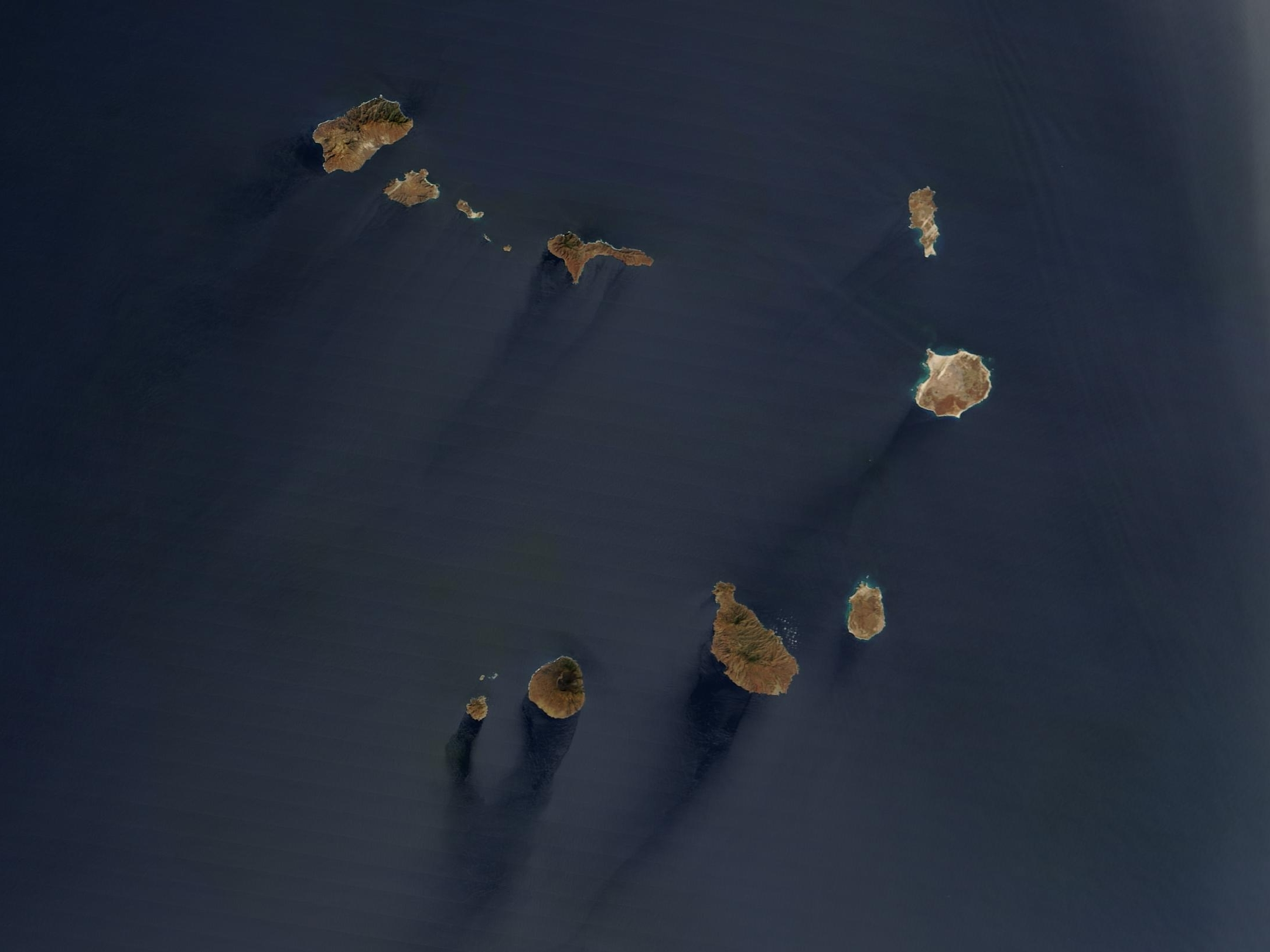
Satellitenbild der Inselgruppe Kap Verde

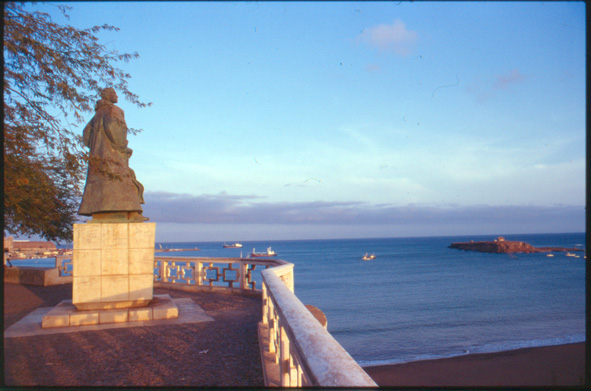
Der Hafen von Praia auf Santiago

Die Geschichte Kap Verdes umfasst die Entwicklungen auf dem Gebiet der Republik Kap Verde von der europäischen Entdeckung bis zur Gegenwart. Sie beginnt in der zweiten Hälfte des 15. Jahrhunderts mit der Entdeckung und Besiedlung der Kapverdischen Inseln durch Seefahrer in portugiesischen Diensten. Ob die Existenz der Inselgruppe schon in der Antike bekannt war, ist unklar.
Über Jahrhunderte standen die Kapverdischen Inseln unter portugiesischer Kolonialherrschaft. Es entwickelte sich eine kreolische Kultur und Sprache, die die Einflüsse des portugiesischen Mutterlandes mit dem kulturellen Erbe der vielen afrikanischen Sklaven verband. In diese Zeit fiel die Vermischung der verschiedenen Bevölkerungsteile zur zahlenmäßig beherrschenden Gruppe, die von Aussehen und Kultur her weder vollständig afrikanisch noch europäisch war, was zur Herausbildung einer kapverdischen Identität beitrug. Im 19. Jahrhundert setzte ein wirtschaftlicher Niedergang ein; mit dem Ende der Sklaverei begann eine starke Auswanderungsbewegung insbesondere nach Neuengland.
Nach einem langwierigen Kampf um die Unabhängigkeit von Portugal entstand 1975 der eigenständige Staat Kap Verde, der seit 1990 im afrikanischen Vergleich relativ demokratische Strukturen aufweist.

## Vorkoloniale Zeit

### Mutmaßliche Erwähnungen in der Antike

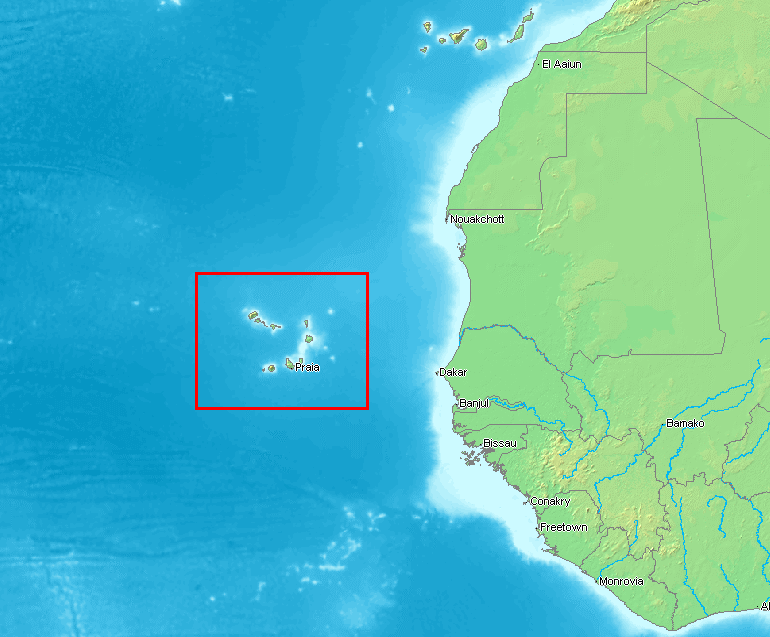
Lage von Kap Verde vor der Küste Afrikas

Benannt wurden die Ilhas do Cabo Verde (Inseln des grünen Kaps) durch Antonio da Noli nach dem fast auf demselben Breitengrad liegenden Cabo Verde („grünes Kap“), der Westspitze Afrikas, nördlich von Dakar in Senegal gelegen, weil es von alters her als Navigationspunkt für die Ansteuerung der Inselgruppe diente, nicht als Hinweis auf natürliche Gegebenheiten wie Fauna oder Klima der Inseln.
Die Existenz dieses Kaps war antiken Schriftstellern vermutlich bewusst, auch wenn nicht ganz geklärt ist, ob das Kap Hesperu ceras, das Pomponius Mela und Plinius der Ältere erwähnen, mit dem Cabo Verde gleichzusetzen ist. Plinius der Ältere überliefert, dass die Seereise vom Hesperu ceras zu den Gorgaden nach Xenophon Lampsacenus zwei Schiffstage benötigt habe. Nach dem Geographen Sebosus betrage zudem die Schiffsreise von den Kanarischen Inseln über die Gorgaden bis zu den Hesperiden im Golf von Guinea 40 Tage. 
Bei Mela und Plinius werden auch die Gorgaden erwähnt, die Inseln der Gorgonen, auf denen Perseus ihre Häupter abgeschlagen haben soll, die teilweise mit den Kapverden gleichgesetzt worden sind.

### Die Seefahrt des Hanno
Auch Arrian gibt für die Rückreise Hannos von den Hesperiden in seinem Werk Indica eine nötige Reisezeit von 35 Tagen an.
In der Antike wurde auch angenommen, dass auf dieser Insel der karthagische Seefahrer Hanno gelandet, zwei als gorillai bezeichnete weibliche Wesen getötet und gehäutet sowie deren Fell im Tempel der Tanit in Karthago ausgestellt habe – zusammen mit dem Bericht Hannos über seine Reise. Allerdings legt der überlieferte Bericht Hannos selbst und die Lage des besuchten Vulkans Theon Ochema nahe, dass sich dieses Ereignis im Golf von Guinea abgespielt hat und nicht auf den Kapverden. Keine Erwähnung finden die Kapverden im Werk des Geographen Claudius Ptolemäus. Allerdings dürfte bereits vorher – nämlich spätestens nach der Zerstörung Karthagos im Jahre 146 v. Chr. – der punische Handel im Westatlantik zusammengebrochen sein. So fand bereits Polybios keine Hinweise mehr auf früheren Handel der Karthager, der von Herodot und Pseudo-Scylax sowie aufgrund archäologischer Hinweise in Marokko und Mauretanien eindeutig nachgewiesen werden kann.

### Glückliche Inseln
Weitere Ortsangaben in mythischen Erzählungen aus dem antiken Mittelmeerraum sind auf die Kapverden bezogen worden. So gibt es die Zuschreibung, dass Hesiods glückliche Inseln mit den Kapverden identisch seien. Allerdings spricht keine dieser Quellen davon, dass die Inseln betreten oder darauf gar Siedlungen errichtet wurden.

### Mutmaßliches Betreten vor Ankunft der Europäer
Es gibt keine Aufzeichnungen über ein mögliches frühes Betreten der Inselgruppe vom afrikanischen Kontinent. Wegen der vorherrschenden Winde und Meeresströmungen gilt allerdings die Möglichkeit als plausibel, dass die Inseln bereits zu einem frühen Zeitpunkt undokumentiert durch Fischer von der senegalesischen oder guineischen Küste (aus den Ethnien der Mauren, Wolof, Serer oder Lébou) entdeckt wurden.

## Kolonialzeit

### Europäische Entdeckung

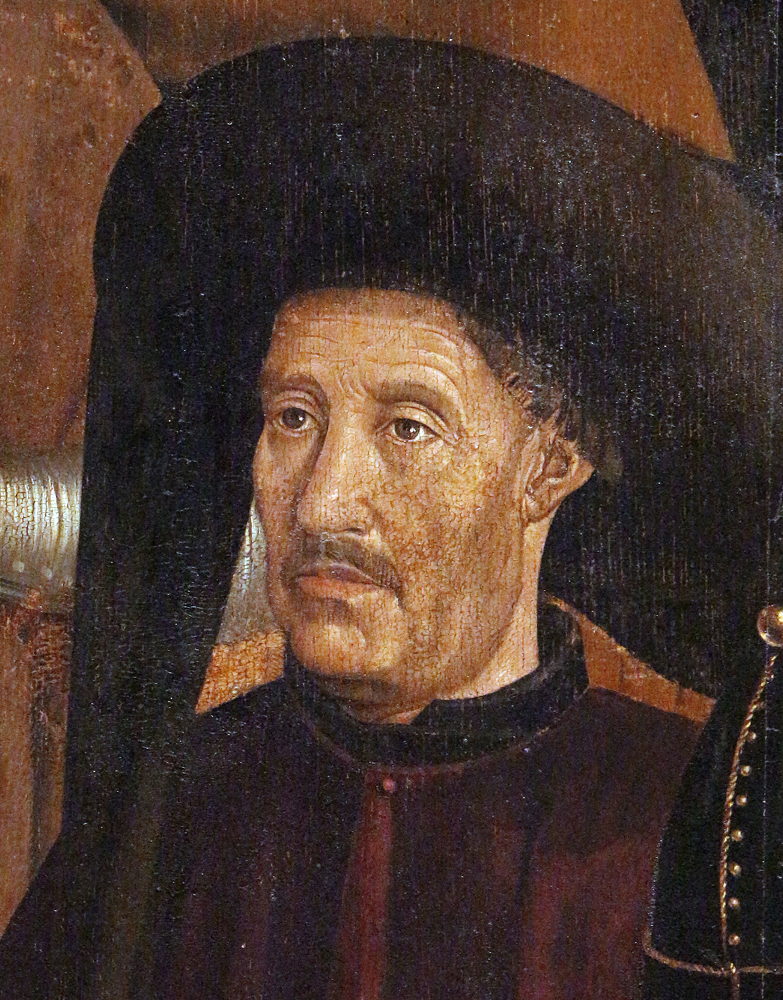
Der portugiesische Prinz Heinrich der Seefahrer, Gemälde von Nuno Gonçalves

Die Erstentdeckung der Inseln aus europäischer Perspektive wird mangels eindeutiger Belege kontrovers diskutiert und mehreren Seefahrern in Diensten des portugiesischen Prinzen Heinrich des Seefahrers zugeschrieben. 1456 soll entweder Diogo Gomes oder der Venezianer Alvise Cadamosto (dieser in Boa Vista) die Inseln erstmals betreten haben, andere schreiben das 1458 dem Genuesen Antonio da Noli zu, der mit Gomes den Rest des Archipels im Lauf des folgenden Jahrzehnts erforschte und vom König als Entdecker der Insel Santiago bezeichnet wurde.

### Besiedlung und Gründung der Kolonie
Im Jahre 1462 übertrug König Alfons V. die Inseln an seinen Bruder Prinz Ferdinand, der später die Insel Santiago zweiteilte, die Verwaltung an portugiesische Adlige übertrug und die Insel zur Besiedlung freigab. Die europäische Besiedlung begann in Ribeira Grande („großer Bach“, später Cidade Velha, seit 2005 wieder Ribeira Grande de Santiago) an der Südseite Santiagos. Die ersten Siedler waren portugiesische Exilanten und begnadigte Straftäter, flämische und genuesische Abenteurer sowie sephardische Juden von der Iberischen Halbinsel.

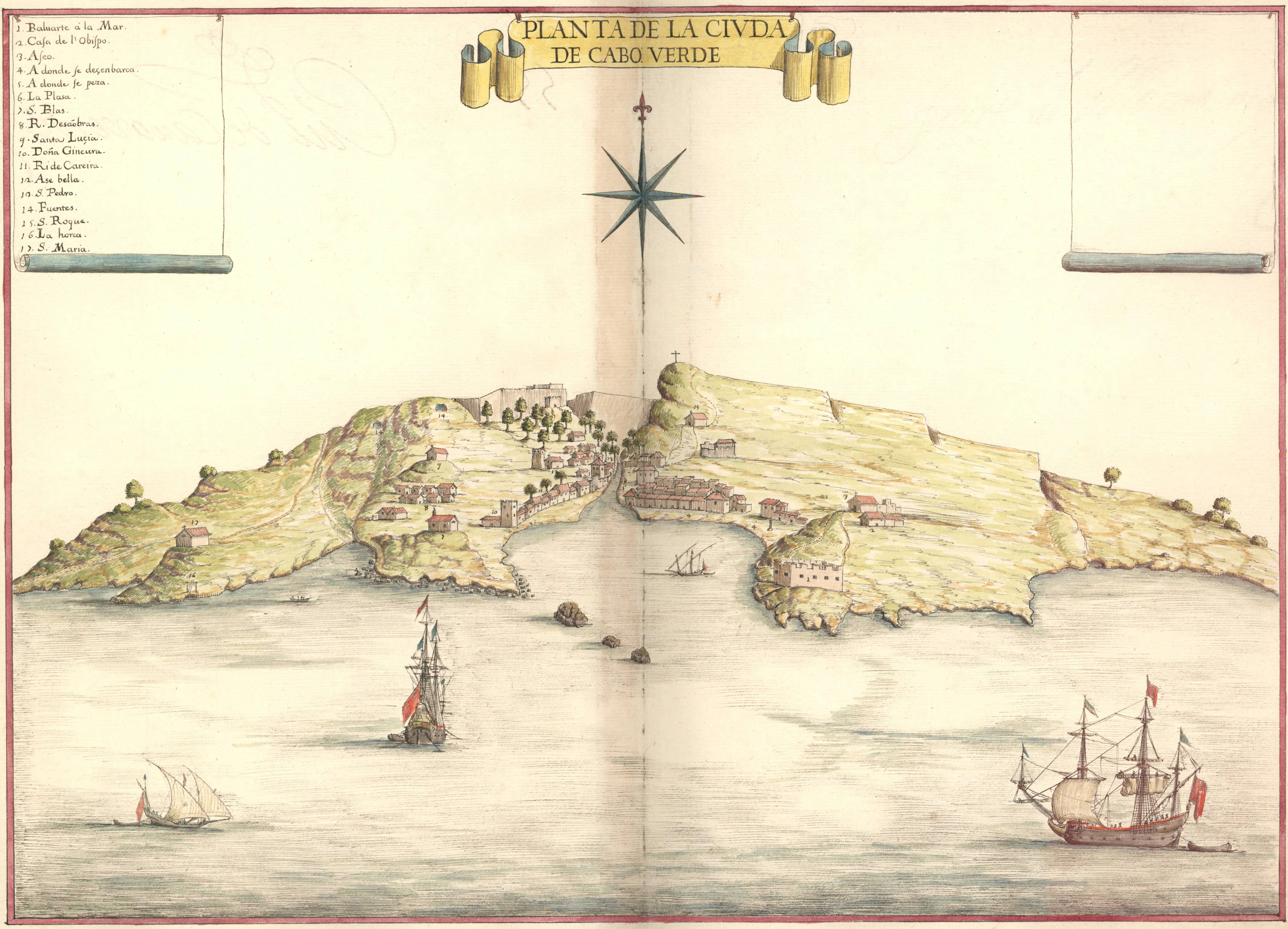
Ansicht der Hauptstadt der Kolonie Kapverde, Ribeira Grande, in einem Plan Leonardo de Ferraris (1655)

Zum ersten Gouverneur der Inseln wurde der im Auftrag des portugiesischen Prinzen Heinrich des Seefahrers fahrende Kapitän António da Noli ernannt. Er begann 1461 die Besiedlung der Inselgruppe im Namen der portugiesischen Krone mit einer kleinen portugiesischen Militärstation auf der Hauptinsel Santiago (portugiesisch São Tiago) sowie auf der Insel Fogo. Im Jahre 1462 wurde auf Santiago die Stadt Ribeira Grande gegründet, die erste permanent bewohnte europäische Siedlung in den Tropen. Militärisch und wirtschaftlich spielte Kap Verde bereits ab 1461 eine Rolle als portugiesische Militärstation und Vorposten für weitere Entdeckungsfahrten um Afrika sowie zur Gewinnung von rosella tinctoria, einer Färberflechte mit Vorkommen in Santo Antão.
Wenig später erhielten die hauptsächlich aus der Algarve stammenden Siedler das königliche Recht, schwarze Sklaven von der westafrikanischen Küste auf die Inseln zu bringen und mit ihnen zu handeln. Sie sollten das Leben der Kolonisten erleichtern. Mit ihnen wurden auch der Abbau des Salzes auf Sal sowie der Anbau von Zuckerrohr, Kaffee und tropischen Früchten in der aufkommenden Plantagenwirtschaft bewerkstelligt. Die Bewohner von Kap Verde erhielten ferner das königlich verbriefte Monopol für den Sklaven- und weiteren Handel an der Westküste Afrikas. Die versklavten Schwarzen waren hauptsächlich Balanta, Papel, Bijagó und Mende von der guineischen und ghanaischen Küste. Ausgeschlossen vom Handelsmonopol war der Handel mit Waffen, Eisen, Schiffen und nautischen Geräten, außerdem musste eine 25-prozentige Gewinnsteuer an den portugiesischen Hof abgeführt werden.
Viele Siedler waren ohne Familie oder Partnerin ausgewandert und vermischten sich schon bald mit den versklavten Teilen der Bevölkerung. Der Anteil dieser Mulatten an der Gesamtbevölkerung stieg rasant an. Viele portugiesische Siedler, Lançados genannt, siedelten sich mit ihren schwarzafrikanischen Frauen an der afrikanischen Westküste an, besonders in Guinea. Sie bildeten dort eine besser gestellte Mittelschicht unter den Einheimischen und waren im Wesentlichen für die Expansion des Sklavenhandels ins Hinterland verantwortlich. Die Lançados waren die ersten deutlichen Anzeichen für Kap Verde als Mittelpunkt des frühneuzeitlichen Westafrikahandels.

### Ausbau der Kolonie
Von 1500 bis etwa 1620 spielte die Insel Santiago eine bedeutende Rolle im transatlantischen Sklavenhandel als Umschlags- und Versorgungsstation. Die Sklaven wurden in Santiago in drei Kategorien gehandelt: boçais („dumm“, sie sprachen nur ihre afrikanische Muttersprache), ladino („Lateiner“, diese konnten bereits Kreol und waren getauft) und naturais („einheimisch“, in Kap Verde geborene Sklaven). 1495 wurde in Ribeira Grande mit der Kirche Unsere Mutter vom heiligen Rosenkranz das erste römisch-katholische Gotteshaus südlich der Sahara errichtet, kurz darauf wurden auch ein Seminar und ein Konvent errichtet sowie später die wahrscheinlich erste Kathedrale in Afrika. Mit der Entsendung eines Generalgouverneurs erhielt die Insel außerdem den offiziellen Status einer portugiesischen Kolonie. 1513 fand der erste Zensus in Kap Verde statt. Gezählt wurden 162 Einwohner, darunter 58 Weiße, 16 freie Schwarze und zwölf Priester, der Rest waren Soldaten und Strafgefangene. Zur selben Zeit lebten auf der Insel ungefähr 13.000 Sklaven.

### Aufstieg zur prosperierenden Kolonie
Bereits 1532 erhielt die Siedlung Ribeira Grande Stadtrechte, und der portugiesische König errichtete dort ein eigenständiges Bistum für Kap Verde, die klerikale Verwaltung der Inseln lag in den Händen des Christusordens, wie auch für die anderen portugiesischen Kolonien. Nach dem Bau der Kathedrale in Ribeira Grande und der Errichtung eines kapverdischen Bistums begann die Missionierung der afrikanischen Westküste von hier aus; allerdings gab es erst 1975 die erste Investitur eines Kapverdiers als Bischof.
Der durch den Sklavenhandel gestiegene Wohlstand lenkte auch die Augen von Freibeutern auf die Inseln. So wurde Ribeira Grande 1582 und 1585 durch Sir Francis Drake geplündert und gebrandschatzt. Die bei den Überfällen englischer, französischer und niederländischer Freibeuter entflohenen Sklaven bildeten im Inneren Santiagos kleine Gemeinschaften, die das Überleben in Freiheit sichern sollten (bekannt sind diese Gruppen als badius). 1582 waren nur zwölf Prozent der Bewohner auf den Kapverden Freie.

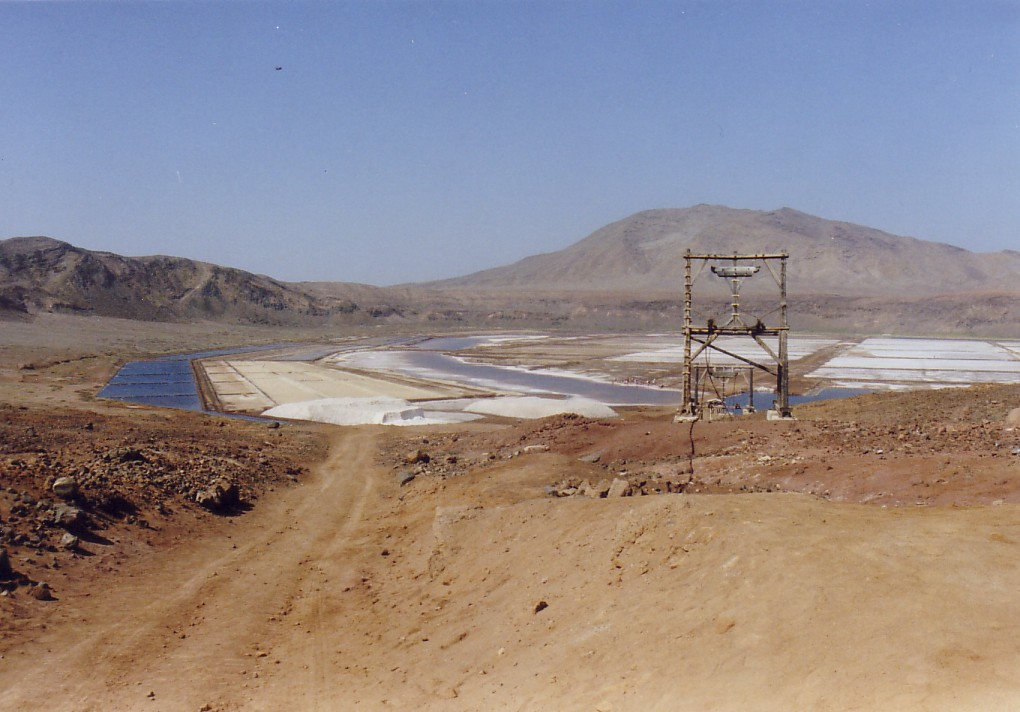
Salzgewinnung in einer Saline auf Sal

Trotz immer wiederkehrender Dürren, Hungersnöte und Seuchen sowie Piratenüberfällen entwickelte sich die Inselgruppe aufgrund des Sklavenhandels in den nächsten Jahrhunderten wirtschaftlich gut. 1620 begann der Handel der Engländer mit dem Salz der Inseln Maio und Sal. Durch die häufige Anwesenheit englischer Frachter wurde die Stadt Vila do Maio auch als Porto Inglês („englischer Hafen“) bekannt.

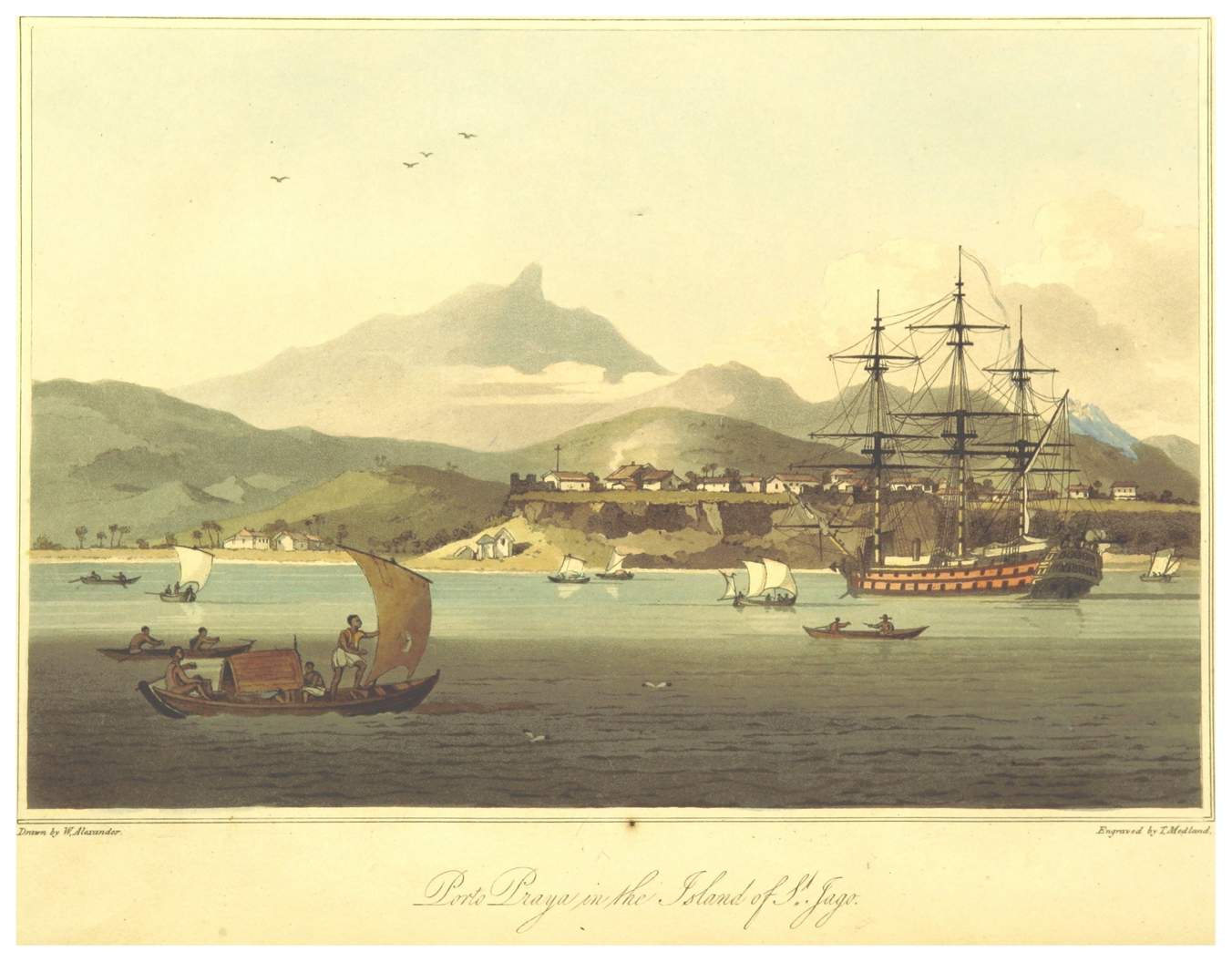
Praya im Jahre 1792

### Wirtschaftlicher Niedergang zwischen dem 18. und 20. Jahrhundert

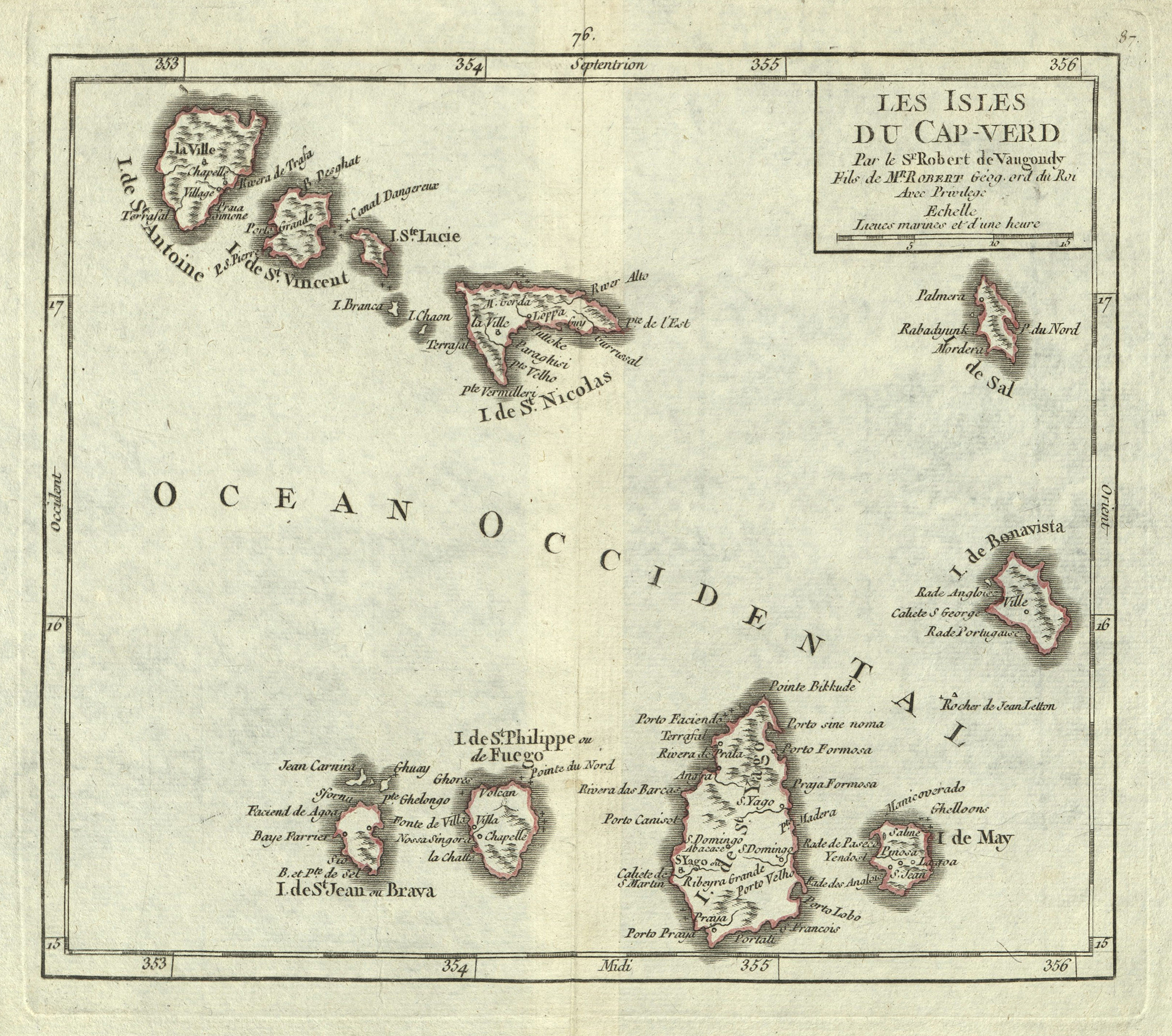
Les Isles du Cap-Verd, 1749

In dem Maße, wie die Bedeutung Brasiliens für das portugiesische Königshaus zunahm, ging die der Kolonie Kap Verde immer mehr zurück. Nachdem die Stadt Ribeira Grande 1712 durch die Franzosen fast völlig zerstört worden war, verlor sie immer mehr an Bedeutung gegenüber Praia, das 1770 schließlich neue Hauptstadt der Kapverden wurde, da es besser gegen Übergriffe zu schützen war.
Ab 1747 hatten die Inseln mit regelmäßig wiederkehrenden Dürreperioden zu kämpfen; in den daraus resultierenden Hungersnöten starben Tausende. Die Entwaldung der Inseln durch Holznutzung und Überweidung hatte diese austrocknen lassen, der Prozess der Desertifikation, dessen Folgen man heute noch auf einigen Inseln sehen kann, hatte begonnen. 1774 kam es zu einer großen Hungersnot, in der rund 22.000 Personen starben. Auf Brava und Maio verendete der gesamte Viehbestand. Die Bevölkerungszahl Fogos sank von 5700 auf 4200. Während dreier großer Dürreperioden im 18. und im 19. Jahrhundert verhungerten über 100.000 Menschen auf dem Archipel. Als mehrheitlich von Sklaven bevölkerte Kolonie bekamen die Kapverden bei keiner Dürrekatastrophe Hilfe durch die portugiesische Regierung.
Um 1740 wurden die Inseln Versorgungsstelle für amerikanische Sklavenhändler und Walfänger. Dies war auch der Beginn einer rein männlichen Emigration in die USA, vor allem nach Neuengland, wo noch heute eine große kapverdische Diasporagemeinde lebt und mit Zahlungen auf die Inselgruppe seither einen erheblichen Teil der dortigen Einkommen beisteuert. Aufgrund der schwierigen Lage nahm die Emigration immer mehr zu. Erstes beliebtes Ziel der Auswanderer von Kap Verde waren die transatlantischen Küstenstädte in den neuenglischen Staaten Massachusetts und Rhode Island. Dieses Ziel war auch durch amerikanische Walfänger bedingt, die ab 1810, auf der Suche nach guten Fanggründen, die Gewässer um Kap Verde ansteuerten und große Teile ihrer Besatzungen auf Brava und Fogo anwarben. Später wanderten auch viele Kapverdier nach Europa oder Westafrika aus; so gibt es in Portugal, Frankreich, den Niederlanden, Guinea-Bissau, dem Senegal und der Elfenbeinküste bedeutende kapverdische Gemeinden.
Einen wichtigen Beitrag zur Wirtschaftsleistung lieferte auch die kapverdische Textilindustrie. Die von afrikanischen Sklaven mitgebrachte Webtechnik, die auf Kap Verde noch weiter verfeinert wurde, produzierte begehrte Tauschobjekte für die Küste Afrikas. Da der nicht königlich lizenzierte Handel an der Küste für Kapverdier bei Todesstrafe verboten war, wurden die Textilien zum beliebten Tauschobjekt für den Schmuggel und Schwarzhandel, da ihr Wert sehr groß und ihre Herkunft schwer nachzuweisen waren. So wurden zwischen 1766 und 1776 95.000 barafulas (kapverdische Ganzkörpertextilien) an die guineische Küste exportiert.

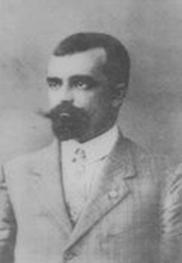
Nationaldichter Eugénio Tavares

Unter anderem, weil der Betrieb von Großfeldern und Plantagen kaum mehr möglich war, ließen Landbesitzer ihre Sklaven und Sklavinnen nun häufig frei. Der Anteil der Sklavenbevölkerung ging dadurch stetig zurück, und formal freie „Pardos“ – Menschen mit Vorfahren sowohl afrikanischer als auch europäischer Herkunft – machten bald die übergroße Mehrheit der Bevölkerung aus. Die Abschaffung der Sklaverei traf die Wirtschaft der Inseln schwer. Sie verloren ihren bedeutendsten Wirtschaftsfaktor und glitten nach und nach in die ökonomische Bedeutungslosigkeit ab.
Lediglich der Salzhandel unter englischer Kontrolle belebte die ansonsten dahinsiechende Wirtschaft, bis 1850 der große natürliche Hafen der Stadt Mindelo auf São Vicente aufblühte. Englische Kohlehandelsgesellschaften machten aus ihm den viertgrößten Kohlehafen zur Versorgung der rasant wachsenden transatlantischen Dampfschifffahrt. Als der Kohlehandel ab den 1880ern bereits im Schwinden begriffen war, ersetzten neun auf São Vicente zusammenlaufende transatlantische Unterseekabel einen Teil der Bedeutung der Insel und der Stadt Mindelo. Nach diesem kurzen Aufschwung am Ende des 19. Jahrhunderts brach die Wirtschaft im Verlauf des Ersten Weltkrieges aufgrund des eingeschränkten Schiffsverkehrs endgültig zusammen. Auch Seuchen und Vulkanausbrüche trugen ihren Teil zur Verelendung der Inseln bei, ohne dass der portugiesische Staat irgendwelche Gegenmaßnahmen ergriff.
Die kapverdische Kultur wurde insbesondere durch die Erfahrung der Auswanderung und des Verlusts geprägt. In der zweiten Hälfte des 19. Jahrhunderts entstand die literarische und musikalische Strömung der melancholischen Mornas, deren wichtigster Vertreter der aus Brava stammende Nationaldichter Eugénio Tavares war.

### Kap Verde zur Zeit des „Estado Novo“ unter Salazar

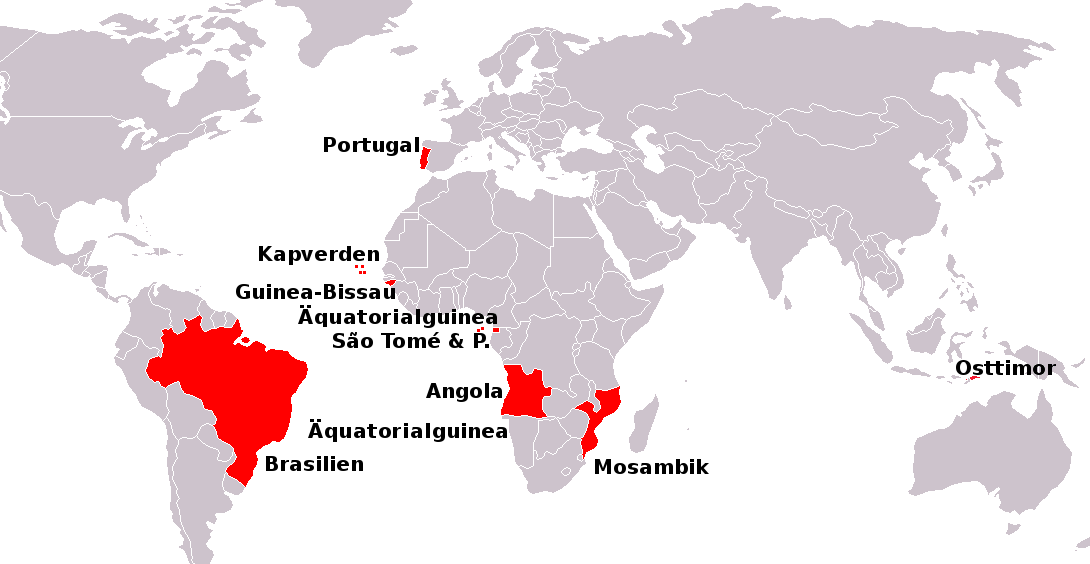
Die ehemaligen portugiesischen Kolonien und Mitglieder der CPLP

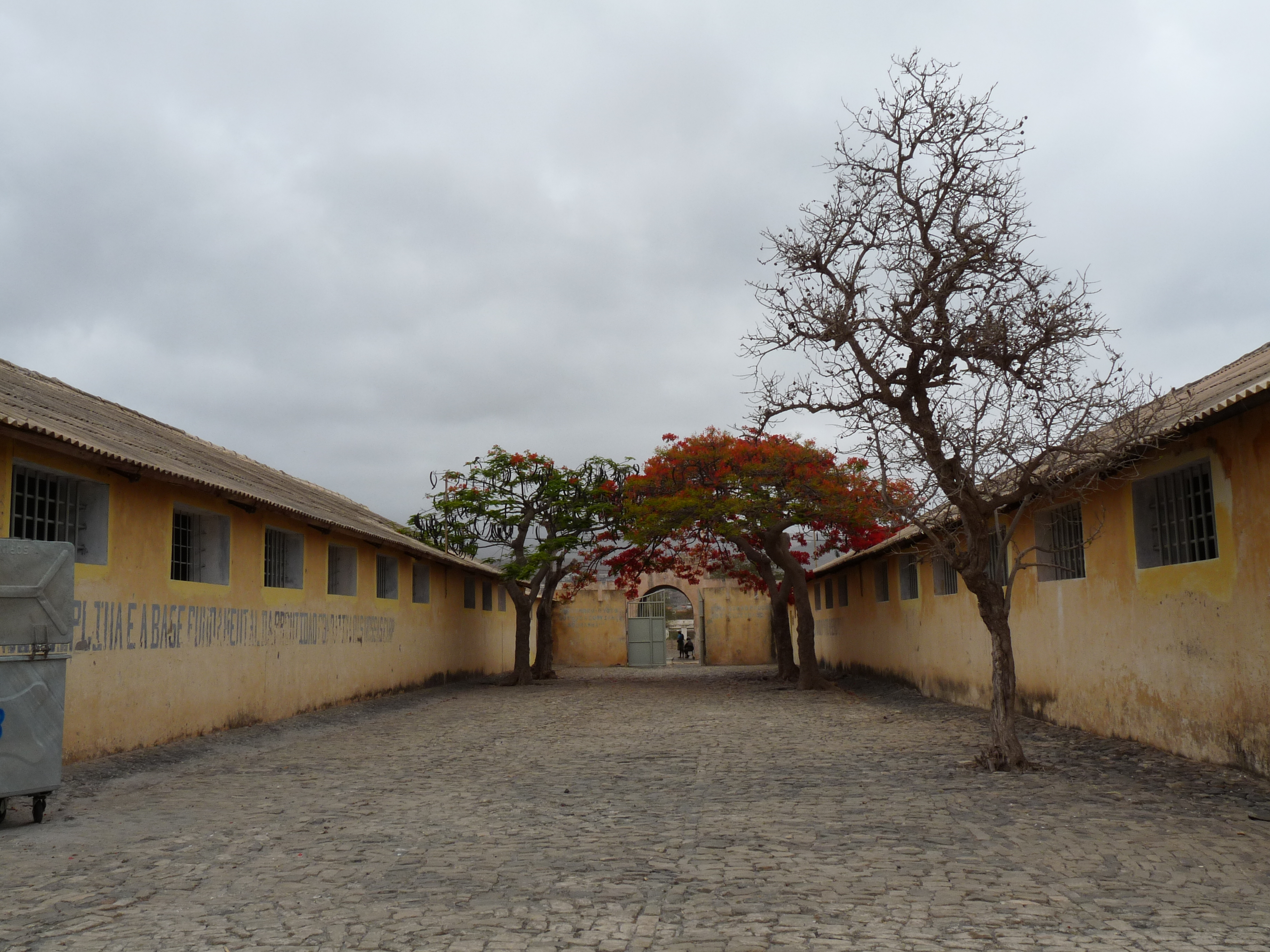
Portal des Campo do Tarrafal

Unter der faschistischen Militärdiktatur des Estado Novo in Portugal ab 1928 durch António de Oliveira Salazar und General Marcelo Caetano erholte sich die Wirtschaft in den 1930er Jahren etwas. Eine französische Firma baute auf Sal eine professionelle Saline mit zugehöriger Eisenbahn, und in Santa Maria entstand eine Konservenfabrik für Thunfisch.
Obwohl die Kapverdier von den portugiesischen Kolonialherren traditionell schlecht behandelt wurden, ging es ihnen aufgrund ihrer etwas helleren Hautfarbe (bedingt durch die starke Vermischung mit eingewanderten Portugiesen) doch besser als den übrigen von Portugal kolonisierten Afrikanern. So gab es auf Kap Verde die erste Schule für höhere Bildung in den portugiesischen Kolonien. Auch lag die Analphabetenquote nur bei rund 70 Prozent gegenüber 95 Prozent in Portugiesisch-Guinea (heute Guinea-Bissau).
In den ersten Jahren des Zweiten Weltkriegs bekundete die deutsche Kriegsführung offenbar ihr Interesse an den strategisch günstig gelegenen Inseln gegenüber dem neutralen Regime Salazars und stationierte einige Schiffe verdeckt im Hafen von Mindelo als Stützpunkt für Atlantikfahrten, bis Portugal – nachdem auch die britische Regierung unter Winston Churchill Interesse an Kapverde gezeigt hatte – ab April 1941 mehrere Tausend Soldaten auf der Inselgruppe versammelte, wohl, um den eigenen Hoheitsanspruch zu sichern. Kurz vor Beginn des Krieges hatte das faschistische Italien – vertraglich zugesichert – den Ausbau eines Flughafens auf Sal begonnen, um Transatlantikflüge zu ermöglichen, woraus der wichtigste kapverdische Flughafen Amílcar Cabral hervorging. In der Umgebung der Inselgruppe kam es zu einer Reihe von Einsätzen von U-Booten und Kriegsschiffen. Wegen der schlechten Versorgung der Inseln während des Krieges kam es zu einer Hungerkrise, die bis 1948 andauerte und viele Opfer forderte. Santiago verlor etwa 65 % seiner Einwohner.
Der Autonomiestatus änderte sich 1951 durch die Anbindung ans portugiesische Mutterland als portugiesische Überseeprovinz. Schwarzafrikanische Einwohner von Kap Verde hatten nun die Möglichkeit, bei Erfüllung gewisser Kriterien rechtlich als Assimilado anerkannt zu werden. Dieser Status gewährte eine weitgehende Gleichberechtigung mit den Portugiesen im Mutterland.
Auch die rechte Diktatur verfolgte das Ziel, aus den Kolonien größtmöglichen Nutzen für das Mutterland Portugal zu ziehen. Hierzu wurde auch rigoros Gewalt eingesetzt (Pijiguitimassaker). Die Unabhängigkeitsbestrebungen waren auf Kap Verde zwar wesentlich schwächer ausgeprägt als in den Festlandskolonien, dennoch waren kapverdische Intellektuelle wie Amílcar Cabral stark in den Freiheitskampf eingebunden; viele Kapverdier kämpften in Guinea-Bissau. 1956 gründete Cabral mit anderen Panafrikanisten zusammen die PAIGC (Afrikanische Partei für die Unabhängigkeit Guineas und Kap Verdes, später PAICV). Während des Estado Novo erlangte Kap Verde traurige Berühmtheit durch das Konzentrationslager Tarrafal auf der Insel Santiago, in dem viele Aufständische aus den Kolonien und Regimekritiker aus dem Mutterland inhaftiert waren. Das Lager Chão Bom wurde zu einem viel behandelten Thema in der kapverdischen Poesie und in den melancholischen Liedern des Morna. Die portugiesischen Kolonien fochten den mit Abstand längsten Unabhängigkeitskampf aller afrikanischen Kolonien aus, der erst in den 1970er Jahren (Nelkenrevolution) enden sollte.

### Unabhängigkeitskampf unter Amílcar Cabral
In den 1950er Jahren formierten sich an den portugiesischen Universitäten Zirkel panafrikanisch eingestellter Studenten aus den Kolonien. Zu ihnen gehörten Amílcar Cabral, Eduardo Mondlane, Gründer der Frente de Libertação de Moçambique (Befreiungsfront von Mosambik, FRELIMO) und Agostinho Neto, erster Präsident des Movimento Popular de Libertação de Angola (Volksfront zur Befreiung Angolas, MPLA). Viele kapverdische Intellektuelle, allen voran Cabral, prägten die gemeinsame antifaschistische, antikoloniale und panafrikanische Bewegung, die am 25. April 1974 in Portugal das faschistische Salazar-Regime zu Fall brachte. 1956 hatte bereits Cabral, ein in Guinea geborener Sohn von Kapverdiern, die PAIGC gegründet. Nach dem Massaker an streikenden Hafenarbeitern 1959 im Hafen von Pijiguiti (Guinea-Bissau) begann der von der Partei organisierte bewaffnete Widerstand gegen die Kolonialmacht, der dann 13 Jahre andauerte.
Weit verbreitete Unruhen zwangen die neue Regierung Portugals, Verhandlungen über die Unabhängigkeit der Kolonien aufzunehmen. Unter Vorsitz eines portugiesischen Hohen Kommissars kam es in Kap Verde zur Bildung einer Übergangsregierung und zu Wahlen zur verfassunggebenden Versammlung, bei denen – trotz Teilnahme weiterer Parteien – die Partido Africano para a Independência da Guiné e Cabo Verde (PAIGC, Afrikanische Partei für die Unabhängigkeit von Guinea und Kap Verde) dominierte und alle Sitze in der verfassunggebenden Versammlung errang. Wie ihr Name sagt, erstrebte diese Partei die Vereinigung mit Guinea-Bissau. Am 20. Januar 1973 wurde Cabral in seinem Hauptquartier in Conakry erschossen. Ungeklärt ist, ob von Agenten der Kolonialregierung oder von einem ehemaligen guineischen Weggefährten aus Eifersucht oder Rache. Problem der Partei war, dass ihre Führungsriege zum größten Teil aus Kapverdiern bestand, wobei die Bevölkerung Guineas im Vergleich zu der von Kap Verde ungleich größer war. Nachfolger wurde sein Halbbruder Luís Cabral.

## Unabhängigkeit

### Unabhängigkeit und Einparteienstaat
Am 24. September 1973 erklärte die PAIGC einseitig die Unabhängigkeit von Portugal durch Guinea-Bissau und Kap Verde als gemeinsamer Staat. Der neue Staat wurde schnell von den USA und antikolonialistisch eingestellten Staaten anerkannt (Ostblock). Die Anerkennung durch Portugal erfolgte ein Jahr später nach der Nelkenrevolution. Luís Cabral, ein Kapverdier und Halbbruder des ermordeten Amilcar, wurde erster Präsident des Landes. Knapp ein halbes Jahr später stürzten portugiesische Militärs in Lissabon das Salazar-Regime, und die Einstellung sowohl der neuen portugiesischen Regierung wie auch der Öffentlichkeit zu den Kolonien änderte sich grundlegend. Es wurde nicht mehr als sinnvoll erachtet, die Unabhängigkeitsbestrebungen zu unterdrücken. In Boston erklärten die Anwälte Aguinaldo Veiga, Roy Teixeira und António Macedo Kap Verde am 22. Februar 1975 erneut für unabhängig. Vor dem betreffenden Hotel kam es zu Gegendemonstrationen der PAIGC-USA, der Schwesterpartei der marxistisch orientierten PAIGC. Die Demonstranten protestierten dagegen, dass sich – wie sie es sahen – eine Gruppe kapitalistisch gesinnter kapverdischer Anwälte zu Sprechern des kapverdischen Volkes erklärten. Die Anwälte wollten die Machtübergabe Portugals an die PAIGC verhindern. Nicht zuletzt aus ihren Reihen und aus Gruppen von in der Diaspora lebenden Kapverdiern entstand die Partei União Cabo-verdiana Independente e Democrática (UCID).
Am 5. Juli 1975 wurde durch die PAIGC ein weiteres Mal die Unabhängigkeit von Portugal ausgerufen. Diese linksnationale Befreiungsbewegung machte sich zur alleinregierenden Partei. Erster Staatspräsident wurde Aristides Pereira, ehemaliger Generalsekretär der Partei, Ministerpräsident der Befehlshaber der Truppen in Guinea, Pedro Pires. Der neue Staat wurde noch am Tag seiner Gründung von vielen Nationen anerkannt, unter anderem von den USA. Ein Jahr später eröffnete Kap Verde in Washington seine erste Botschaft. Ihre Mehrheit bei den Wahlen nutzte die PAIGC zum Ausbau des Einparteiensystems und zum Ausbau ihrer Macht. So wurden freie Gewerkschaften verboten und eine Einheitsgewerkschaft gegründet und Kap Verde zum Einparteienstaat erklärt. Nachdem Portugal nun keinerlei Verantwortung für das Land mehr trug, wurden die essentiellen Probleme erst deutlich sichtbar. Nur 20 Prozent der benötigten Nahrungsmittel können die Inseln selbst produzieren, 25 Prozent des nationalen Bruttosozialprodukts wurden durch Devisen der Emigranten bestritten.

### Trennung von Guinea-Bissau
Spannungen zwischen den Kapverden und Guinea-Bissau aus der gemeinsamen Kolonialgeschichte kamen zum Ausbruch. Die Kolonialverwaltung beider Gebiete lag in Guinea-Bissau, der Außenhandel jedoch wurde von Kapverdiern kontrolliert. Diese leiteten aus dem dadurch entstandenen Reichtum einen Führungsanspruch ab, der wiederum durch die Bevölkerungsverhältnisse nicht gedeckt wurde. Auch die ethnischen Unterschiede führten zu Differenzen, denn auf Kap Verde lebten wesentlich mehr Menschen europäischer Abstammung. Nach einem antikapverdisch geprägten Putsch in Guinea-Bissau durch Nino Vieira löste sich 1981 die Partei auf. Der Präsident der Union, Luís Cabral, ein Kapverdier, konnte noch rechtzeitig nach Kap Verde fliehen. Während sie in Guinea-Bissau den Namen beibehielt, benannte sie sich in Kap Verde in PAICV Partido Africano da Independência de Cabo Verde um. Bei den Wahlen 1985 erhielt die PAICV zwar 94,5 Prozent aller Stimmen, doch wurden Stimmen laut, die eine Demokratisierung forderten. Ministerpräsident Pires begann den Prozess der Öffnung (Abertura) für mehr Demokratie. Kap Verde erhielt in den 1980er Jahren den höchsten Pro-Kopf-Anteil aller westafrikanischen Länder an Entwicklungshilfe (246 US-Dollar pro Einwohner und Jahr).

### Einführung des Mehrparteiensystems und Demokratisierung
Der Einparteienstaat fand sein Ende durch eine Verfassungsänderung im Jahre 1990, durch die ein Mehrparteiensystem eingeführt wurde. Im selben Jahr gründete die Opposition die Bewegung für Demokratie (Movimento para a Democracia, MpD). Diese wurde in den ersten demokratischen freien Wahlen 1991 stärkste Kraft mit überwältigender absoluter Mehrheit (78 Prozent). António M. Monteiro, ehemaliger Vorsitzender des höchsten kapverdischen Gerichts, wurde zum Präsidenten der „zweiten Republik“ und verfolgte im darauf folgenden Jahrzehnt eine neoliberal marktwirtschaftorientierte Politik und die Dezentralisierung über Landkreise (Concelhos).
Verfassungsänderungen im Jahre 1993 stärkten die Position des Ministerpräsidenten und wiesen dem Präsidenten eine Rolle als Repräsentant und moralische Institution zu, ähnlich der in westeuropäischen Demokratien. 1995 brach auf Kap Verde die Cholera aus. 10.000 Infektionen und 210 Todesfälle machten deutlich, dass das Land noch immer zur Dritten Welt gehört. Durch die Wahlen zur Nationalversammlung von 2001 kehrte die PAICV mit einem sozialdemokratischen Profil in die Regierung zurück. Neuer Präsident wurde Pedro de Verona Rodrigues Pires. 1996 nahm erstmals in der Geschichte ein kapverdisches Team an den Olympischen Spielen in Atlanta teil.

### Aktuelle Situation

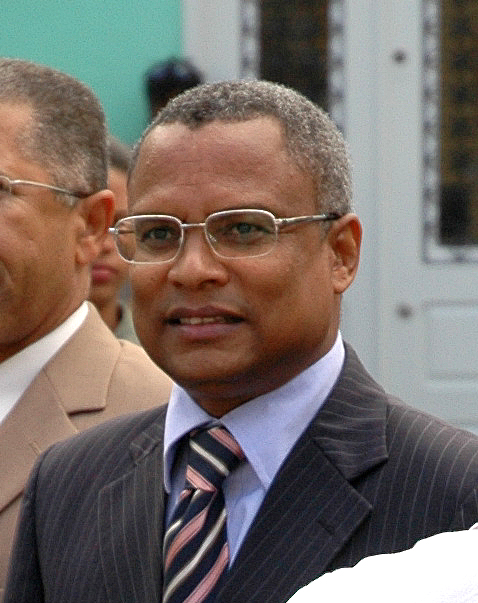
Der langjährige Premierminister José Maria Neves

Bei der Parlamentswahl im Januar 2006 konnte die PAICV ihren Vorsprung zu einer soliden absoluten Mehrheit (41 von 72 Sitzen) ausbauen und im Februar 2006 wurde Präsident Pedro Pires in der direkten Präsidentschaftswahl bestätigt. Hauptziele der Regierung blieben die Armutsbekämpfung und Steigerung der Effizienz von Staat und Wirtschaft. Größtes Wachstum erfuhr die Wirtschaft in den 2000er Jahren im Bereich Tourismus, insbesondere auf der sonst eher öden Insel Sal, die kaum fruchtbare Böden, jedoch viele exzellente Sandstrände und für Surfer geeignete Meeresabschnitte besitzt. Auch die ehemals als Salinen benutzten Anlagen wurden in sogenannte Heilbäder umgewandelt. Der spanische Tourismuskonzern RIU baute auf Sal ein zweites Riesenhotel. Größtes Problem blieb, insbesondere auf Sal, die Versorgung mit Trinkwasser, die gebauten Meerwasserentsalzungsanlagen decken inzwischen nicht einmal mehr den Bedarf der Einheimischen.
Im Jahr 2009 wurde die frühere Hauptstadt des Archipels mit ihren Kolonialbauten Cidade Velha zur ersten UNESCO-Welterbestätte des Landes erklärt.
Bei der Parlamentswahl 2011 konnte die PAICV mit 38 der 72 Sitze ihre absolute Mehrheit halten, während bei der Präsidentschaftswahl im August 2011 der Kandidat der oppositionellen Mitte-Rechts-Partei Movimento para a Democracia (MpD), Jorge Carlos Fonseca, gewann. Er wurde bei der Wahl im Oktober 2016 bei einer Wahlbeteiligung von nur etwa 40 Prozent mit fast drei Vierteln der Stimmen im Amt bestätigt. Im April 2016 hatte die MpD bei der Parlamentswahl die absolute Mehrheit gewonnen und so die Regierung von dem seit 2001 amtierenden Premierminister José Maria Neves (PAICV) übernommen. Ihm folgte der MpD-Vorsitzende Ulisses Correia e Silva.